# Kelly Ayotte
Kelly Ayotte (Nashua, 1968. június 27. –) amerikai ügyvéd és politikus, New Hampshire állam megválasztott kormányzója. A Republikánus Párt tagja, 2011 és 2017 között az Egyesült Államok New Hampshire-i szenátora, 2004 és 2009 között pedig New Hampshire államügyésze volt.

## Élete
Ayotte a New Hampshire-i Nashua-ban született, a Nashua High Schoolban, a Pennsylvaniai Állami Egyetemen és a Villanova Egyetem jogi karán végzett. A New Hampshire-i Legfelsőbb Bíróságon dolgozott jogi asszisztensként, mielőtt magánpraxist kezdett volna. Ügyészként dolgozott a New Hampshire-i Igazságügyi Minisztériumban, és rövid ideig Craig Benson New Hampshire-i kormányzó jogi tanácsadója volt, mielőtt visszatért az Igazságügyi Minisztériumba, hogy New Hampshire főügyészhelyetteseként szolgáljon. Benson 2004-ben Peter Heed lemondását követően Ayotte-ot nevezte ki New Hampshire főügyészévé. Ő lett az első és egyetlen nő, aki New Hampshire főügyészi posztját töltötte be. John Lynch kormányzó kétszer is újból kinevezte. Ayotte 2009-ben lemondott főügyészi tisztségéről, hogy indulhasson az amerikai szenátusi posztért, miután Judd Gregg szenátor bejelentette visszavonulását.
Ayotte 2010 szeptemberében a republikánus szenátusi előválasztáson hajszál híján legyőzte Ovide M. Lamontagne ügyvédet. Ezt követően az általános választásokon a szavazatok 60%-ával legyőzte Paul Hodes demokrata kongresszusi képviselőt. Ayotte-ot a 2012-es elnökválasztáson Mitt Romney republikánus jelölt lehetséges induló társaként emlegették. 2016-ban Ayotte-ot az újraválasztásért folytatott küzdelemben nagyon szűk, 1017 szavazatnyi különbséggel alulmaradt Maggie Hassan demokrata kormányzóval szemben. Miután Donald Trump elnök Neil Gorsuch bírót jelölte az Egyesült Államok Legfelsőbb Bíróságára, a Trump-kormányzat Ayotte-ot választotta a jelöltet a Capitol Hill-i találkozókra és meghallgatásokra kísérő fehér házi csapat vezetésére.
Ayotte-ot 2024-ben New Hampshire kormányzójává választották, legyőzve a demokrata jelöltet, Joyce Craiget. 2024-ben ő a harmadik nő, akit az állam kormányzójává választottak, és várhatóan 2025. január 8-án lépett hivatalba. 